# Tribute to Bob Marley
Tribute To Bob Marley è un album live del gruppo reggae californiano Groundation. Quest'album è composto da due cd ed è stato registrato a The Catalyst (Santa Cruz) in California nel 2004 in memoria del cantante reggae Bob Marley.

## Tracce

### CD 1
1. Intro - 01:04
2. Natural Mystic - 03:55
3. Lively Up Yourself - 06:37
4. Revolution - 05:20
5. Walk The Proud Land - 06:34
6. War - 08:19
7. High Tide Or Low Tide - 06:15
8. Hypocrites - 04:57
9. Trench Town - 04:16
10. Roots - 07:02
11. Bend Down Low - 04:18
12. Fussing And Fighting - 07:21

### CD 2
1. Intro - 00:25
2. No More Trouble; Midnight Ravers; No More Trouble - 06:45
3. Hammer - 02:34
4. Wake Up And Live - 06:02
5. Guiltiness - 08:01
6. Top Rankin - 03:25
7. Could You Be Loved - 06:56
8. Want More - 05:03
9. Rat Race - 05:36
10. Buffalo Soldier - 04:30
11. Misty Morning - 03:20
12. Soul Shakedown Party - 05:05
13. Exodus - 11:19
14. Get Up, Stand Up - 07:42